# Freuden-Gruss-Polka
Freuden-Gruss-Polka, op. 127, är en polka av Johann Strauss den yngre. Den framfördes första gången den 17 januari 1853 i Wien.

## Historia
Johann Strauss den yngre hade återhämtat sig efter en sjukdom och återkom till Wiens musikliv i januari 1853. Den 17 januari framträdde han vid en välgörenhetskonsert i Sofiensaal och dirigerade själv två nya kompositioner: valsen Phönix-Schwingen (op. 125) och polkan Freuden-Gruss-Polka, vars titel var en hälsning till hans publik. 

## Om polkan
Speltiden är ca 3 minuter och 4 sekunder plus minus några sekunder beroende på dirigentens musikaliska tolkning.